# HMS Flamingo (L18)
«Фламінго» (англ. HMS Flamingo (L18) — військовий корабель, шлюп типу  «Блек Свон» Королівського військово-морського флоту Великої Британії за часів Другої світової війни.

## Історія створення
Шлюп «Фламінго» був закладений 26 травня 1938 року на верфі компанії Yarrow Shipbuilders у місті Скотстон. Спущений на воду 18 квітня 1939 року, вступив у стрій 3 листопада того ж року.

## Історія служби

### У складі ВМС Великої Британії
Після вступу у стрій шлюп «Фламінго» був включений до складу ескортних сил Розайта. 16 листопада зіткнувся з судном «Даунліз» і місяць перебував у ремонті. Після ремонту супроводжував конвої біля східного узбережжя Великої Британії. 
У квітні 1940 року під час норвезької кампанії виконував функції ППО. 30 квітня сильно пошкоджений близьким вибухом авіабомби та відбуксирований на ремонт в Розайт.
Після ремонту «Фламінго» був відправлений в Червоне море, прибув в Порт-Судан 23 травня 1940 року. У квітні 1941 року був включений до складу Середземноморського флоту, брав участь в операції «Демон». Пізніше базувався в Александрії та супроводжував конвої до Тобрука.
7 грудня 1941 року зазнав важких пошкоджень внаслідок авіанальоту, але через відсутність вільних ремонтних потужностей перебував на рейді Суеца у пошкодженому стані, де виконував роль батареї ППО. 
Навесні 1943 року корабель був відбуксирований в Бомбей для ремонту. Вийшов з ремонту навесні 1944 року, і був включений до складу Східного флоту. Входив до складу 61-ї ескортної групи, базуючись в Коломбо.
У травні 1945 року прибув до Ліверпуля для ремонту. Планувалось переведення корабля на Тихий океан, яке було скасоване у зв'язку із закінченням війни. «Фламінго» був виведений в резерв.
Наприкінці 1948 року корабель знову був введений в стрій, з 1949 року ніс службу в Перській затоці.

### У складі ВМС ФРН
У 1957 році корабель був проданий ВМС ФРН. Увійшов до складу флоту 21 січня 1959 року під назвою «Graf Spee (F215)». Використовувався як навчальний корабель до 1964 року.
Зданий на злам у 1965 році.